# وزارت آموزش جمهوری آذربایجان
وزارت آموزش جمهوری آذربایجان ((ترکی آذربایجانی: [Azərbaycan Respublikasının Təhsil Nazirliyi] Error: {{Lang}}: متن دارای نشانه‌گذاری ایتالیک است (راهنما)) نهاد دولتی است که مسئول امور آموزش و تربیت مدرس در این کشور می‌باشد. سکان هدایت وزارتخانه بر عهدهٔ امین امرالله‌یف است.

## تاریخچه
پایه‌های وزارت آموزش در آذربایجان برای نخستین‌بار به فرمان ۲۸ مه سال ۱۹۱۸ جمهوری دمکراتیک آذربایجان تحت عنوان «وزارت معارف مردم و امور دینی» ریخته شد. بر اساس دستور کابینه دولت مورخ ۳۰ ژوئن سال ۱۹۱۸، سازه وزارتخانه که دارای ۳ قسمت بود، مورد تأیید واقع شد.
در ۲۸ آوریل سال ۱۹۲۰، زمانی که جمهوری دمکراتیک آذربایجان به دست بلشویک‌ها سقوط کرد، این وزارتخانه برچیده و دوباره تحت عنوان «کمیساریای معارف مردم» سازماندهی شد. در سال ۱۹۲۱، نهادی موسوم به «کمیته مقطع تحصیلی هنرستانی» تحت این کمیساریا ایجاد شد.
در سال ۱۹۴۰، به دستور کابینه وزارای آذربایجان شوروی، «اداره ذخایر کاری» راه اندازی و تمام هنرستان‌ها تابع آن گردیدند. در سال ۱۹۵۹، بر اساس دیگر فرمان هیئت دولت، در ترکیب اداره یادشده «کمیته دولتی مقطع تحصیلی هنرستانی فنی» به تأسیس رسیده و تا سال ۱۹۸۸ فعالیت کرد.
در سال ۱۹۵۹، کابینه دولت آذربایجان شوروی فرمان دیگری داد، که به موجب آن «کمیته امور مقاطع تحصیلی دبیرستانی و دانشگاهی» تحت کابینه دولت ایجاد و کلیه مدارس و دانشگاه‌های موجود در سرتاسر کشور تابع آن گردیدند. در سال ۱۹۶۴، این کمیته به وزارتخانه مستقل تبدیل شد و تا سال ۱۹۸۸ به فعالیت خود استمرار داد. به‌طور کلی، میان سال‌های ۱۹۵۹ تا ۱۹۸۸ دو وزارتخانه («وزارت معارف مردمی» و «وزارت امور مقاطع تحصیلی دبیرستانی و دانشگاهی») و یک کمیته («کمیته مقطع تحصیلی هنرستانی») فعالیت کرده‌اند.
در سال ۱۹۸۸، به موجب فرمان هیئت دولت آذربایجان شوروی هر سه این نهادها لغو و وزارت مردمی امور آموزش و پرورش بنیان‌گذاری شد و ساختار آن به تأیید دولت رسید.
بنابه فرمان ۳ سپتامبر سال ۱۹۹۳ حیدر علی‌اف، رئیس جمهوری آذربایجان وزارت یادشده تحت عنوان وزارت آموزش و پرورش جمهوری آذربایجان مجدداً تشکیل شد.
به دستور کابینه دولت جمهوری آذربایجان به تاریخ ۱۹ فوریه سال ۱۹۹۴، آیین‌نامه وزارتخانه مورد تأیید واقع گردید.